# ديريك كوغلان
ديريك كوغلان (بالإنجليزية: Derek Coughlan)‏ هو لاعب كرة قدم أيرلندي، ولد في 2 يناير 1977. لعب مع نادي بوهيميان.

## وصلات خارجية
- ديريك كوغلان على موقع قاعدة بيانات كرة القدم.إي يو (الإنجليزية)